# 刘发英
刘发英（1971年3月—），湖北长阳人，土家族，中国共产党党员。中华人民共和国政治人物、第十三届全国人民代表大会湖北省代表。

## 生平
2018年，刘发英被选为湖北省出席第十三届全国人民代表大会代表。